# Kunkeliella psilotoclada
Kunkeliella psilotoclada ist eine vermutlich ausgestorbene Pflanzenart aus der Familie der Sandelholzgewächse (Santalaceae). Sie war auf Teneriffa in den Kanarischen Inseln endemisch. 

## Merkmale
Kunkeliella psilotoclada war ein Strauch, der eine Wuchshöhe von 1 Meter erreichte. Die sehr kleinen, schuppenförmigen Laubblätter waren steif, linealisch-pfriemförmig und spitz. Der Blattrand war bewimpert.
Der Blütenstand enthielt ein bis drei annähernd sitzende, fünfzählige Blüten. Die seitlichen Blüten waren steril, die in der Mitte fruchtbar. Die gelbe Blütenhülle hatte einen Durchmesser von 3 bis 4 Millimeter. Die eiförmigen bis elliptischen Früchte waren gelblich und zur Spitze hin grün.
Die Blütezeit war von Dezember bis März. Die Früchte reiften im Frühling.

## Lebensraum und Vergesellschaftung
Kunkeliella psilotoclada wuchs auf steilen, warmen und trockenen Felsen und besiedelte Felsvorsprünge und felsige Plätze. Sie kam in den Pflanzengesellschaften Euphorbietum atropurpureae und Echio aculeati-Retametum rhodorhizoides vor und war mit Paronychia canariensis, Euphorbia obtusifolia, Retama rodorhizoides, Argyranthemum foeniculaceum, Lotus mascaensis und Kleinia neriifolia vergesellschaftet.

## Status
Der Letztnachweis war im Jahre 1983, als im Teno Rural Park am Barranco de Masca zwei Exemplare entdeckt wurden. Jedoch hofft man, Kunkeliella psilotoclada entweder in der Diasporenbank oder an einem unberührten Ort auf Teneriffa wiederzuentdecken. Einer der Gründe für das Verschwinden von Kunkeliella psilotoclada war die Zerstörung der Vegetation durch Ziegen und Kaninchen. Ob keimfähige Samen in Saatgutbibliotheken oder Herbarbelegen vorhanden sind, ist nicht bekannt.
Kunkeliella psilotoclada wird in der Roten Liste der gefährdeten Arten der IUCN als „vom Aussterben bedroht“ (critically endangered) mit dem Zusatz „möglicherweise ausgestorben“ (possibly extinct) eingestuft. Sie ist im Anhang I der Berner Konvention (Übereinkommen über die Erhaltung der europäischen wildlebenden Pflanzen und Tiere und ihrer natürlichen Lebensräume) gelistet.

## Weiterführende Literatur
- Eric R. Sventenius: Additamentum ad floram Canariensem. Instituto de Investigaciones Agronómicas, Madrid 1960. (Erstbeschreibung, Abbildung)
- William Thomas Stearn: Kunkeliella, a new genus of Santalaceae in the Canary Islands. In: Cuadernos de botánica canaria, Band 16, 1972, S. 11–26 (PDF-Datei, 3 MB).